# 유리딘 삼인산
유리딘 삼인산(영어: uridine triphosphate, UTP)은 피리미딘 뉴클레오사이드 삼인산의 한 종류이다. 유리딘 삼인산은 리보스의 1' 탄소에 핵염기인 유라실이 결합되어 있고, 5' 탄소에 삼인산이 결합되어 있다. 유리딘 삼인산의 주된 역할은 전사 중 RNA의 합성을 위한 기질이다.

## 물질대사에서 역할
UTP는 ATP의 대사 반응과 같은 대사 반응에서 에너지원 또는 기질의 활성화제로 역할을 하지만, 보다 특이적이다. UTP가 기질을 활성화시키면, UDP-기질이 형성되고 무기인산이 방출된다. UDP-포도당은 글리코젠 합성 과정에 투입된다. UTP는 갈락토스의 대사에 사용되는데, 갈락토스의 대사에서 활성형인 UDP-갈락토스는 UDP-포도당으로 전환된다. UDP-글루쿠론산은 빌리루빈을 보다 수용성이 큰 빌리루빈 다이글루쿠로나이드로 변환시키는데 사용된다.

## 수용체 매개에서 역할
UTP는 세포의 P2Y 수용체의 세포외 결합에 의한 반응을 매개하는 역할을 한다. 의학에서 UTP와 UTP 유도체들을 활용하는 것에 대해 연구 중에 있다.

## 같이 보기
- CTP 합성효소
- 유리딘
- 유리딘 일인산 (UMP)
- 유리딘 이인산 (UDP)